# Australian Journal of Zoology
Australian Journal of Zoology – międzynarodowe recenzowane czasopismo naukowe, publikujące w dziedzinie zoologii. Czasopismo skoncentrowane jest na faunie Australii, ale zawiera również wysokiej jakości prace z innych rejonów świata. Jego tematyka obejmuje m.in.: anatomię, fizjologię, biologię molekularną, biologię rozrodu, biologię rozwoju, parazytologię, genetykę, morfologię, etologię, zoogeografię, systematykę i ewolucję zwierząt. Wydawane jest od 1953 roku. Obecnie wychodzi 6 razy do roku.
Czasopismo jest abstraktowane i indeksowane przez: Agricola, Biobase, Biological Abstracts. BIOSIS, CAB Abstracts, Chemical Abstracts, Current Contents/Agriculture Biology & Environmental Sciences, Science Citation Index, Scopus oraz Zoological Record.